# Quai Claude-le-Lorrain
Le quai Claude-le-Lorrain est une voie située au sein de la commune de Nancy, dans le département de Meurthe-et-Moselle, en région Lorraine.

## Situation et accès
Il longe la voie de chemin de fer qui mène à la gare de Nancy.

## Origine du nom
Le quai tient son nom du peintre Claude Gellée, dit « Le Lorrain ».

## Historique
Cette voie a été ouverte, sous sa dénomination actuelle en 1863.

## Bâtiments remarquables et lieux de mémoire
- Parc Blondlot

- no 8 : maison de René Blondlot qui a donné son nom au parc situé au no 14

- no 15 : immeuble construit en 1883 par l’architecte Lecomte

- no 28 : immeuble comportant une imposte remarquable

- no 40 : Groupe scolaire Notre-Dame - Saint-Sigisbert

- nos 92 et 92 bis : Maisons Huot

façade et toiture sur rue inscrites aux monuments historiques depuis 1994.